# Pteryges

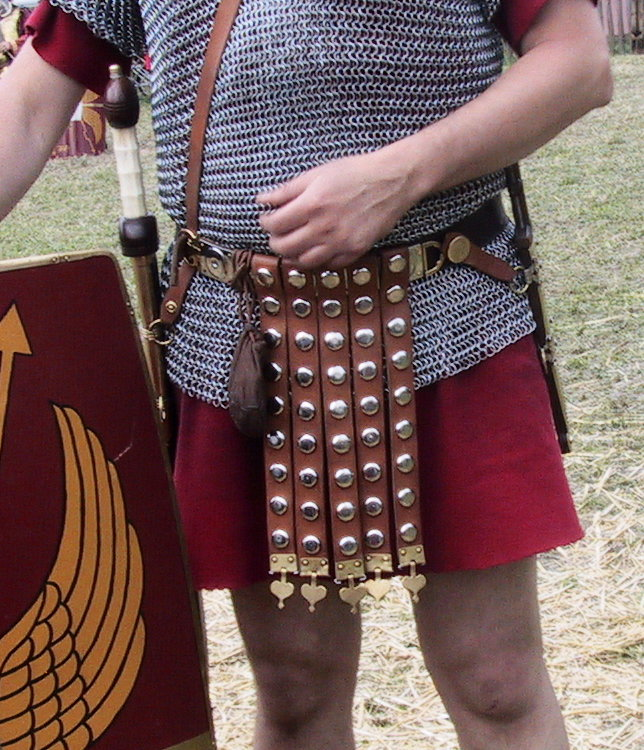
Nachbildung eines Cingulum militare mit dazugehörigen Pteryges

Die Pteryges (von altgriechisch πτέρυξ ptéryx, deutsch ‚Feder, Flügel‘, Pl. πτέρυγες ptéryges), latinisiert Pteruges, waren ein in der Antike weit verbreitetes Kleidungsstück oder Rüstungsbestandteil. Es bestand aus einer Reihe von Textil- oder Lederstreifen, die oft auch mit Metall beschlagen waren.

## Beschreibung und Verwendung

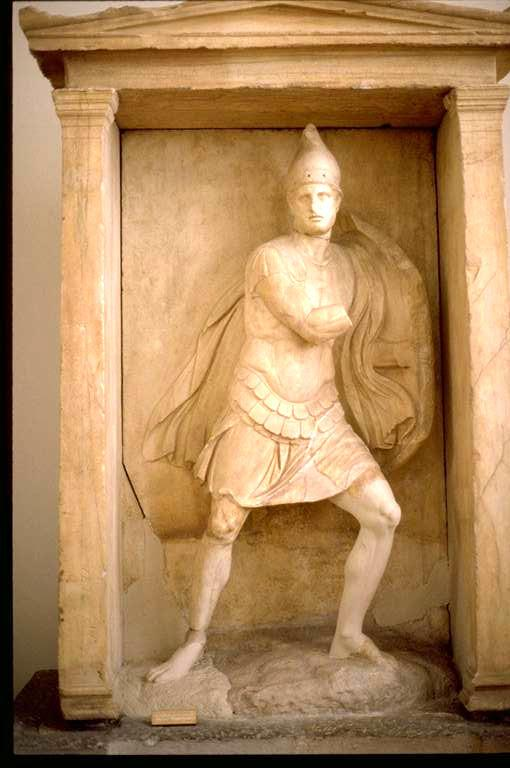
Darstellung eines griechischen Hopliten mit kurzen Pteryges an einem Muskelpanzer (ca. 350–300 v. Chr.)

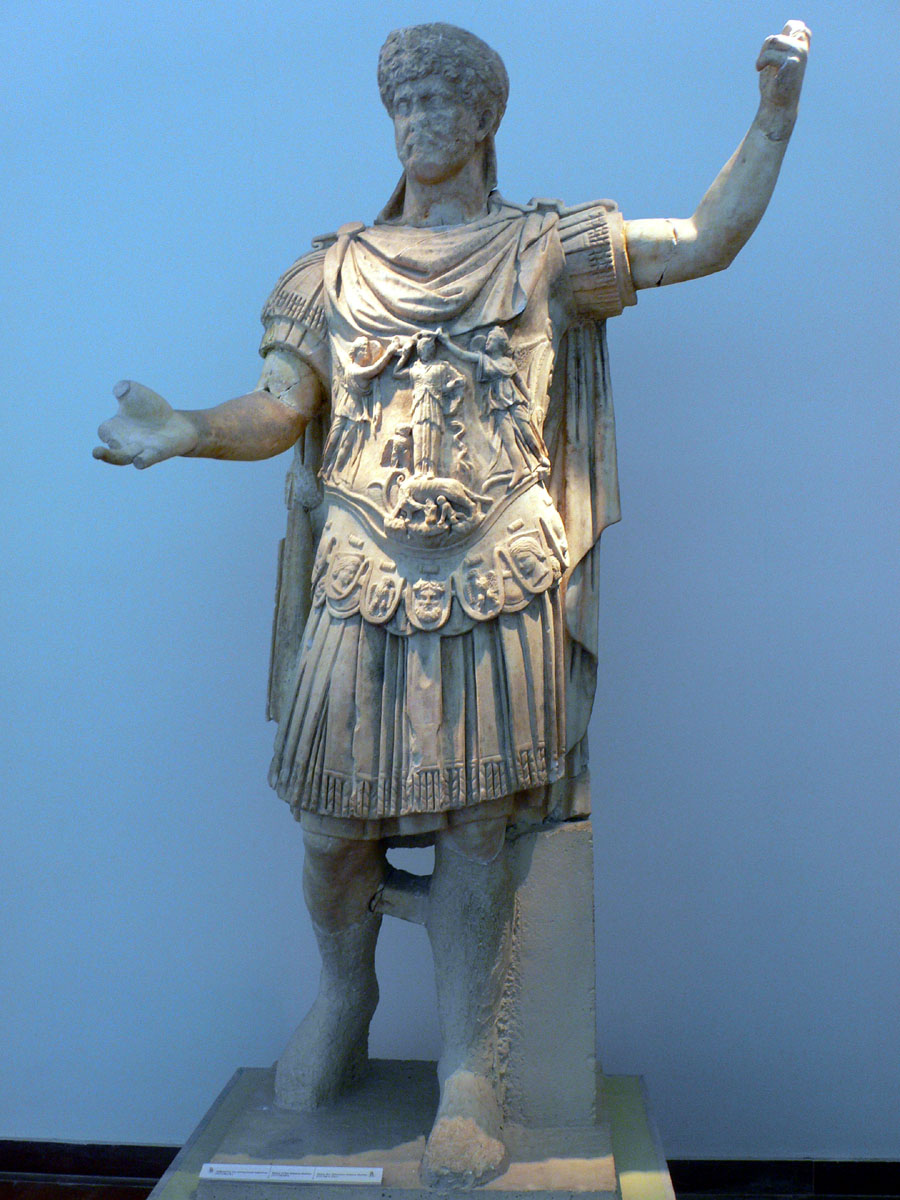
Darstellung des Kaisers Hadrian in Prunkrüstung mit Pteryges an Oberarmen und Unterkörper

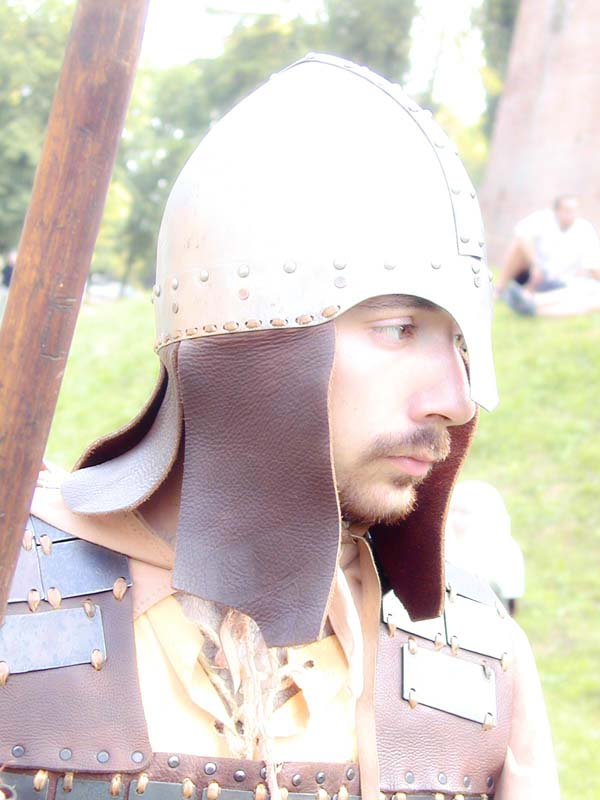
Rekonstruktion eines Byzantinischen Helmes mit Pteryges

Pteryges kamen in verschiedenen Ausführungen vor. Als Kleidungsstück wurden sie über die Schultern gelegt getragen und auf Hüfthöhe mit einem Gürtel befestigt. Eine kürzere Variante, die den Oberkörper nicht bedeckte, hing lediglich von einem Hüftgürtel herab. Der Ursprung der Pteryges wird im aus Leinen gefertigten griechischen Linothorax gesehen, dessen Kanten regelmäßig fransig eingeschnitten waren.
Als Bestandteil der Rüstung griechischer Hopliten und römischer Rüstungen bedeckten mehrere sich teilweise überlappende Reihen von Textil- oder Lederstreifen seitlich die Schultern sowie einen Teil der Oberarme und hingen unterhalb des Brustpanzers rockförmig über den Unterbauch bis kurz oberhalb der Knie herab. Zusammen mit dem Eisenbeschlag bildeten sie einen die Bewegungsfreiheit wenig einschränkenden Schutz dieser Partien. Die Beschaffenheit und damit Schutzwirkung sowie die Befestigung dieser Pteryges ist in der Forschung umstritten. Zum Teil stellten die Pteryges in der römischen Legion auch ein Dienstgradkennzeichen dar, das eine im Vergleich zur Standardrüstung unterlegene Schutzfunktion hatte.
Als Teil des Gürtels der römischen Legionäre (Cingulum militare) kamen Pteryges etwa von der Mitte des 1. bis zum Ende des 2. Jh. n. Chr. in Gebrauch. Dabei wurden vier bis acht 30–50 Zentimeter lange schmale Lederstreifen mit aufgenieteten verzierten runden Metallbeschlägen und efeublattähnlichen Metallspitzen am Gürtel befestigt, so dass sie vor dem Schritt herabhingen. Der Nutzen dieser Pteryges am römischen Militärgürtel ist nicht geklärt. Dass die dünnen Lederstreifen wirklich als Schutz vor Stößen im Beckenbereich brauchbar waren, scheint unwahrscheinlich. Ihnen wird eher dekorative oder psychologische Funktion zugemessen, indem angenommen wird, dass das Geklapper der Metallstücke auf den Pteryges während des Marschierens die Präsenz einer Legion unterstrich, und so den Eindruck auf den Feind verstärkte.
Später wurden Pteryges auch an Helmen befestigt, um den Nacken zu schützen und gleichzeitig Bewegungsfreiheit zu gewähren. Diese Variante trat vor allem im Mittelalter im nahen Osten auf.